# アレキパ

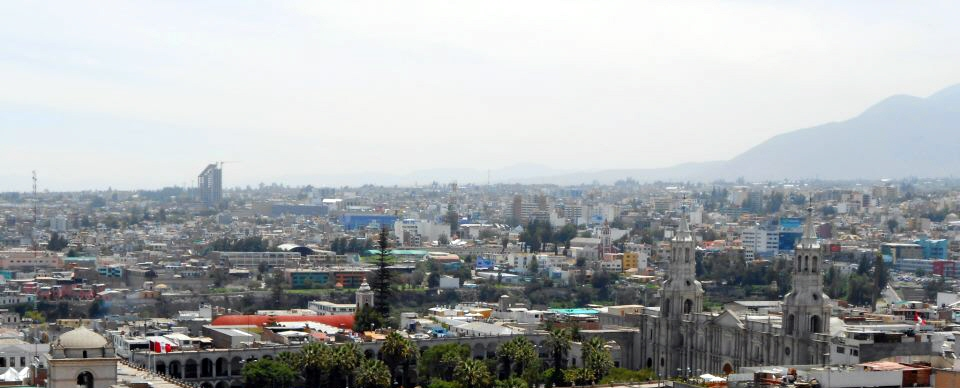
街並み

アレキパ（Arequipa）は、ペルー共和国南部にある同国第2の都市。人口は約90万人。アレキパ県の県都である。
アレキパの名前の由来は皇帝がケチュア語で人々に"Ari qhipay"（ここに住みなさい）と言ったことからきている。アレキパのセントロにある建物は近郊で採れる白い火山岩から造られているため"Ciudad Blanca"（白い町）と呼ばれている。

## 歴史
初期のアレキパの住民は、その生活を狩猟、採集などに頼った遊牧民であった。その後のプレインカ文化により、リャマが飼育されるようになり、農業の発展と共に定住化するようになった。その間、主要な灌漑用水路がChili川の谷に造られ、それにより谷の両側に造られた棚田による農業が発達した。Yarabaya族やChimbe族は、Cabana族やCollagua族と共に、現在アレキパの街のある場所に定住し、谷内で農業的経済を発展させていった。
サパ・インカのマイタ・カパックがChili川の谷に到着した際、彼は街を建設しなかったが、その代わり、彼はインカ帝国内の他の土地からの移住者に、未征服の村々を支配する方法として、既存の住民を支配し、諜報活動を行い、国境の飛び領地を強化するために、谷内に移住することを命じた。そして土地は、今日まで存在しているYanahuara、Cayma、Tiabaya、Socabaya、Characatoなどの町を創設した約3000家族に分配された。
スペイン人によるアレキパの町の創設は、Garci Manuel de Carbajalによって、Chili川の谷において、1540年8月15日に実施された。アレキパの町の創設は、海岸の町であるVilla Hermosaの再配置（移転）の一環であったため、創設時において、アレキパは既に市議会を有していた。「Villa Hermosa」の名前は、「Villa Hermosa de Arequipa」としてその一部が残された。カール5世と、スペイン王は、1541年9月22日にアレキパの町に「市」の称号を与えた。町の移転は、新しい町の創設のための政治的な権力者として選定されたGarci Manuel de Carbajalにより主導された。町で実施された最初の公的な建設作業には、主教会、市役所、Chili川の橋、Nuestra Señora de Gracia修道院があった。
スペインによる町の創設から3世紀以上の間、町の人口のほとんどはスペイン系の住民であったため、スペインの影響が大きかった。アレキパと、ペルーの他の地域とを区別する一つの側面として、「フィデリズモ（fidelismo）」と呼ばれる現象である、町の明確かつ公的なスペイン王室への誓約があった。最も顕著な援護者には、Francisco de Paula Quiroz、Mariano de Rivero、Nicolás Fernández、José Miguel de Lastarriaなどがいた。結果として、スペイン王室は1805年の勅許より、アレキパに「忠誠である（Faithful）」という称号を与えた。更に、他のペルーの都市との距離が離れていたため、アレキパは、自由主義（libertarian）の影響をそれほど大きく受けなかった。(Pumacahuaにより指揮されたもののような)これらの自由主義の動向や、独立派の軍隊がアレキパに入ったにもかかわらず、アレキパは、地域の政治力の闘争があったことから、アヤクーチョの戦い(1824年)まで依然としてスペインの支配下にあった。
植民地時代における銀の交易ルートと、独立後の羊毛の交易ルートが交差する有利な場所であることにより、アレキパには、行政的、商業的、および産業的なパワーが蓄積することとなった。更に、1820年代初頭からその10年後まで、アレキパの社会は、他のペルーの地域と同様に、スペインからの独立後の、過渡的な時代であった。こうして、アレキパはペルーにおいて重要な政治家の誕生地となっただけでなく、アレキパを全国的に有名にした多くの政治的な動向のシーンにもなり、このことがこの町の法的および経済的な安定性を守るための役割を果たした。こうしてアレキパの、リマのライバルであるペルー第二の都市としての重要性が確立した。
1835年、General Orbegoso大統領は、1835年1月13日の大統領令により、政府をリマからアレキパに移転した。その一方、リマではFelipe Santiago Salaverry将軍が、自身を共和国の最高責任者（Supreme Chief）として、Orbegosoが首都にいないため、国はリーダー不在であるということを議論した。
その後、Orbegosoは、当時のボリビア大統領Andrés de Santa Cruzから、Felipe Santiago Salaverryの要求に対抗するための支援を得ようとした。1836年2月4日にアレキパ近郊のUchumayoで戦闘が勃発し、Salaverryは敗北し、3日後にはSocabayaで、アンドレス・デ・サンタ・クルスが敗北した。しかし、1836年2月18日、Salaverryらはアレキパの中央広場で撃たれた。
ペルー・ボリビア連合への参加の拒否を表明した後、チリ政府が遠征隊を送り、1837年10月12日に遠征隊がアレキパに到着した。
戦闘を回避するための交渉により、1837年11月17日にアレキパ近郊の小さな町Paucarpataにおいて、平和条約への署名が行われた。その後の数年間、街は反乱やその後の軍隊による占拠の舞台となったが、1857年6月29日の Paucarpataの戦いにおいて、Miguel de San Románにより率いられた軍が、Manuel Ignacio de Vivancoの軍に対して勝利したことにより終結した。アレキパが、農産物や羊毛製品を中心とした（時として農家から搾取をする手法による）ビジネスや交易の中心地として有名になったのはだいたいこの頃であった。
太平洋戦争の間のリマの占領後、Lizardo Montero大統領が、1882年8月31日にアレキパに到着し、アレキパがペルーの首都であることを宣言した。更にMonteroは、1883年4月22日、独立の建物群（Independence College）の場所に、国会を創設した。彼は地域の軍隊からの軍事的な支援と、経済的な上流層や南部の農業地域からの分配金や税収からの巨額の財政的な支援も当てにしていた。しかし、1883年10月25日の民衆の蜂起が、Montero大統領政権を転覆させ、大統領はなんとかラパスに逃亡した。その後、チリの軍隊が、市当局の支援を受けて、10月29日年にアレキパを占拠し、占拠は1884年8月まで続いた。
共和国時代、アレキパのインフラは大きく改善した。アレキパは、Henry Meiggsにより建設された、港町のMollendo (1871年) や、クスコ、フリアカ (1876年)と繋がった南部鉄道（Southern Railroad）により、経済的に大きく発展した。Mollendo、アレキパ、Vitorを繋いだアレキパ地域における最初の電報システムが、1908年に創設された。最初の飲料水システム及び配水管が1914年に造られた。1940年に、アレキパの国際空港であるAlfredo Rodriguez Ballon空港が開業した。
2000年、アレキパの歴史地区が、ユネスコにより世界文化遺産に登録された。しかし、2001年6月23日のマグニチュード8.4の地震により、多くの歴史的建造物が被害を受けた。

## 気候
| Arequipaの気候                                             | Arequipaの気候 | Arequipaの気候 | Arequipaの気候 | Arequipaの気候 | Arequipaの気候 | Arequipaの気候 | Arequipaの気候 | Arequipaの気候 | Arequipaの気候 | Arequipaの気候 | Arequipaの気候 | Arequipaの気候 | Arequipaの気候 |
| 月                                                         | 1月            | 2月            | 3月            | 4月            | 5月            | 6月            | 7月            | 8月            | 9月            | 10月           | 11月           | 12月           | 年             |
| ---------------------------------------------------------- | -------------- | -------------- | -------------- | -------------- | -------------- | -------------- | -------------- | -------------- | -------------- | -------------- | -------------- | -------------- | -------------- |
| 最高気温記録 °C （°F）                                     | 26.5 (79.7)    | 26.6 (79.9)    | 26.1 (79)      | 28.1 (82.6)    | 28.9 (84)      | 27.0 (80.6)    | 27.7 (81.9)    | 29.0 (84.2)    | 27.0 (80.6)    | 27.0 (80.6)    | 27.6 (81.7)    | 28.5 (83.3)    | 29.0 (84.2)    |
| 平均最高気温 °C （°F）                                     | 21.5 (70.7)    | 21.0 (69.8)    | 21.4 (70.5)    | 21.7 (71.1)    | 21.8 (71.2)    | 21.3 (70.3)    | 21.4 (70.5)    | 21.9 (71.4)    | 22.3 (72.1)    | 22.6 (72.7)    | 22.5 (72.5)    | 22.1 (71.8)    | 21.8 (71.2)    |
| 平均最低気温 °C （°F）                                     | 8.6 (47.5)     | 8.8 (47.8)     | 8.5 (47.3)     | 6.9 (44.4)     | 6.3 (43.3)     | 5.5 (41.9)     | 5.5 (41.9)     | 5.5 (41.9)     | 6.4 (43.5)     | 6.6 (43.9)     | 6.6 (43.9)     | 7.7 (45.9)     | 6.9 (44.4)     |
| 最低気温記録 °C （°F）                                     | 1.9 (35.4)     | 1.0 (33.8)     | 1.0 (33.8)     | 1.0 (33.8)     | −3.0 (26.6)    | −2.0 (28.4)    | −4.0 (24.8)    | −3.0 (26.6)    | −2.5 (27.5)    | −1.0 (30.2)    | 0.4 (32.7)     | 0.0 (32)       | −4.0 (24.8)    |
| 雨量 mm （inch）                                           | 28.0 (1.102)   | 35.6 (1.402)   | 21.3 (0.839)   | 0.7 (0.028)    | 0.2 (0.008)    | 0.0 (0)        | 0.0 (0)        | 1.8 (0.071)    | 1.4 (0.055)    | 0.2 (0.008)    | 1.1 (0.043)    | 4.3 (0.169)    | 94.6 (3.724)   |
| % 湿度                                                     | 52             | 59             | 58             | 48             | 41             | 45             | 44             | 43             | 42             | 39             | 39             | 43             | 46             |
| 平均月間日照時間                                           | 223.2          | 189.3          | 244.9          | 294.0          | 288.3          | 291.0          | 291.4          | 310.0          | 297.0          | 303.8          | 309.0          | 291.4          | 3,333.3        |
| 平均日照時間                                               | 7.2            | 6.7            | 7.9            | 9.8            | 9.3            | 9.7            | 9.4            | 10.0           | 9.9            | 9.8            | 10.3           | 9.4            | 9.1            |
| 出典1：World Meteorological Organization                   |                |                |                |                |                |                |                |                |                |                |                |                |                |
| 出典2：Deutscher Wetterdienst (extremes, humidity and sun) |                |                |                |                |                |                |                |                |                |                |                |                |                |

## 交通

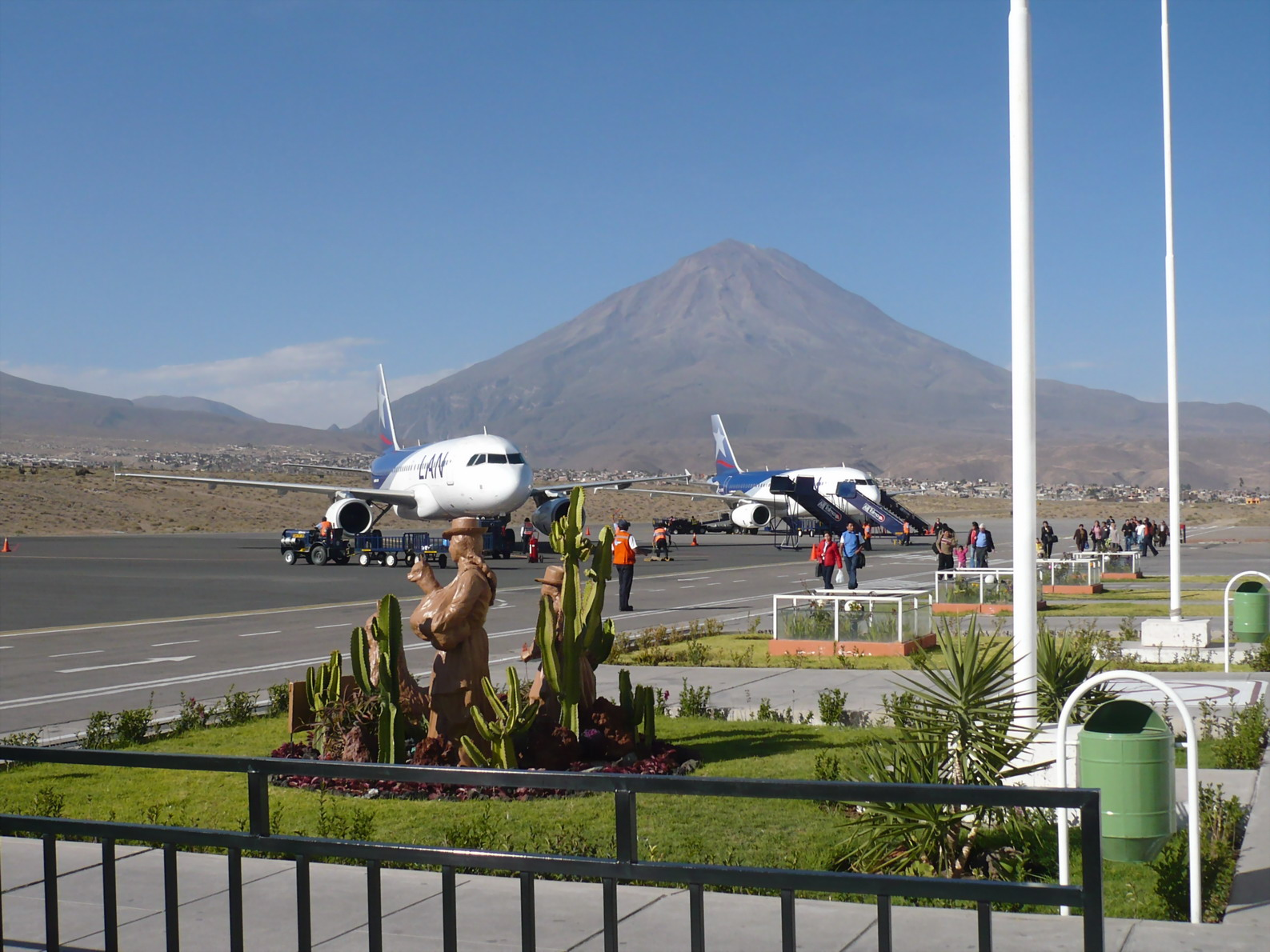
ロドリゲス・バロン国際空港、後方はミスティ火山

- ロドリゲス・バロン国際空港が市街地の20km北西に位置している。ペルー南部の主要空港である。
- パンアメリカンハイウェイが太平洋沿岸に沿って通っている。北は首都リマ方面、南はチリ方面である。
- 市内交通を運営する公共機関はなく、民間のバス会社に任されている。

## 世界遺産

### 登録基準
この世界遺産は世界遺産登録基準のうち、以下の条件を満たし、登録された（以下の基準は世界遺産センター公表の登録基準からの翻訳、引用である）。
- (1) 人類の創造的才能を表現する傑作。
- (4) 人類の歴史上重要な時代を例証する建築様式、建築物群、技術の集積または景観の優れた例。

## スポーツ
- FBCメルガル - サッカークラブ

## アレキパ出身の人物
- マリオ・バルガス＝リョサ：作家
- アルベルト・ヴァーガス：画家

## 姉妹都市
- バンクーバー （アメリカ合衆国ワシントン州）
- シャーロット （アメリカ合衆国ノースカロライナ州）- 1962年締結
- 広州市 （中国）
- シアトル （アメリカ合衆国ワシントン州）
- リマ （ペルー）